# Gregor von Rezzori
Gregor von Rezzori (Gregor Arnulph Herbert Hilarius von Rezzori d’Arezzo), né le 13 mai 1914 à Czernowitz en Bucovine, alors province austro-hongroise (aujourd’hui en Ukraine), et mort le 23 avril 1998 à Reggello, en Toscane (Italie), est un écrivain de langue allemande, né autrichien puis devenu successivement, du fait des bouleversements géopolitiques de l’Europe centrale, roumain puis apatride, avant de retrouver la nationalité autrichienne. Il fut aussi auteur de textes radiophoniques, scénariste, journaliste, acteur, artiste peintre, critique d'art et collectionneur éclairé. Il parlait couramment allemand, roumain, français, italien, polonais et anglais.

## Biographie
Il est issu d'une famille aristocratique d'origine italienne (Sicile), établie dans la monarchie des Habsbourg dans la seconde moitié du XVIIIe siècle. Son père était architecte et fonctionnaire de la Double Monarchie, chargé de la conservation du patrimoine architectural religieux de la Bucovine. Gregor von Rezzori est donc né autrichien, mais dès décembre 1918, lors de la dislocation de l'Autriche-Hongrie, la Diète de Bucovine vote son rattachement au royaume de Roumanie, ce qui fait de lui un citoyen roumain: « Je ne fus bientôt plus un enfant autrichien qui pouvait être fier de son empereur [...]. Je faisais désormais partie de l’une de ces minorités du royaume de Roumanie, au même titre que les juifs, les Ukrainiens, les Russes de Bessarabie, les Saxons et les Hongrois de Transylvanie.[...] Nous ne faisions plus désormais partie des seigneurs ».
Après une première éducation privée sous la conduite de précepteurs, il fréquenta successivement les lycées de Kronstadt (aujourd'hui Brașov en Roumanie), Fürstenfeld (Autriche) et Vienne. Cette errance scolaire contribua sans doute, elle aussi, à son tempérament vagabond : « À force de changer d'écoles, j'étais toujours une pièce rapportée, [...] un outcast. Et je n'avais d'autre souci que de me conformer à cet état ». Après avoir commencé des études à l'école des mines de l'Université de Leoben, il s'oriente vers l'architecture puis la médecine à l'Université de Vienne, mais n'achève rien et mène à Vienne une vie de dandy désargenté. Au début des années 1930, il s'installe à Bucarest, prend un emploi et fait son service militaire dans l'armée roumaine puis mène une existence plus ou moins bohème. Il retourne à Vienne début 1938 et reconnaît à peine la ville : une tension et une excitation politiques extrêmes, l’inquiétude croissante de son cercle d’amis juifs. Peu après la visite à Vienne de Hitler et l’Anschluss, il part pour Berlin; il y publie son premier roman, Flamme, die sich verzehrt (« Flamme qui se consume », non traduit), qui remporte quelque succès, et écrit pour des magazines. C'est aussi dans cette période qu'il met fin à une longue liaison avec une femme mariée et épouse sa première femme, une aristocrate d’Allemagne du Nord, qui sera la mère de ses trois enfants. 
Quand la guerre éclate, son statut de citoyen roumain lui épargne l'incorporation dans la Wehrmacht, et en 1940, conformément au pacte germano-soviétique, sa ville et sa province natales deviennent soviétiques et sa famille est expulsée vers l'Allemagne comme tous les Volksdeutsche (« Allemands ethniques ») des territoires alors annexés par l'URSS. Lui-même, Roumain expatrié, devient alors apatride et dit être « originaire d'une terra nullius ». Ainsi traversera-t-il la tourmente de la Seconde Guerre mondiale à distance des violences, des crimes et des vengeances.
Il passe la plus grande partie de la guerre sur les terres de sa belle-famille ; en 1945, il fuit l’avance de l’armée soviétique avec femme et enfants et s’installe à Hambourg. Il travaille alors pour la radio (Nordwestdeutscher Rundfunk), à la fois comme journaliste (il rend compte notamment du procès de Nuremberg) et comme auteur d’une série amusante, Maghrebinischen Geschichten, qui sera publiée par la suite avec un énorme succès (traduite en français sous le titre Histoires du pays du soleil couchant). 
À partir de la seconde moitié des années 1950, il vit entre Rome et Paris, continue à publier romans et histoires tout en travaillant dans le monde cinématographique comme scénariste et acteur. Il apparaîtra ainsi à l'écran aux côtés de Brigitte Bardot, Jeanne Moreau, Anna Karina, Marcello Mastroianni ou Charles Aznavour. À partir des années 1960, il séjourne régulièrement aux États-Unis ou en Toscane où il finira par s'installer avec sa troisième et dernière épouse, Beatrice Monti della Corte. C'est là qu'ils fondent ensemble une résidence pour écrivains, la fondation Santa Maddalena.

## Œuvre
Les trois premiers romans, publiés pendant la guerre et généralement considérés comme de la « littérature légère », n’ont pas été traduits en français. Son premier vrai succès, les Maghrebinische Geschichten (Histoires du pays du soleil couchant), est une suite de petites histoires situées dans un pays imaginaire appelé « Maghrebinia » et qui est une évocation parodique de la Bucovine, de l'Autriche-Hongrie et du Bucarest de sa jeunesse. Suivent, plus ou moins dans la même veine du « Soleil couchant », Ödipus siegt bei Stalingrad (Œdipe à Stalingrad) en 1954 et Ein Hermelin in Tschernopol (L’Hermine souillée) en 1958, qui lui vaut le prix Fontane. Mais c’est à partir de son roman Der Tod meines Bruders Abel (La Mort de mon frère Abel), publié en 1976, que la tragique destinée de l’Europe entre la fin de la Première Guerre mondiale et les années soixante est décrite « du point de vue d’un désespéré ».
Memoiren eines Antisemiten (Mémoires d’un antisémite), publié en 1979, est généralement considéré comme son roman le plus important. Ainsi George Steiner le tient pour « l’un des rares livres de la littérature allemande de l’après-guerre qui resteront ». Rezzori, considéré jusque-là comme un auteur « frivole », ose ici traiter du thème le plus grave et qui fait le plus mal en Allemagne, ce que, semble-t-il, la critique allemande a mal accepté alors qu’à l’étranger, et notamment aux États-Unis, ce roman qui décortique, sous forme d’une autobiographie fictive, les mécanismes de l’antisémitisme centre-européen du XXe siècle, a été salué dès sa parution.
Après cette autobiographie fictive, Rezzori a aussi publié des textes réellement autobiographiques, notamment, en 1989, Blumen im Schnee (Neiges d’antan), qui retrace des souvenirs d’enfance à travers les portraits des personnes qui l’entouraient : le père, la mère, la sœur, la nourrice et la gouvernante. En 1997, Mir auf der Spur (Sur mes traces) présentait enfin une autobiographie « complète ».

## Œuvres traduites en français
- L'Hermine souillée  (trad. Louise Servicen), Paris, Gallimard, 1961, 424 p. (ISBN 978-2-07-025415-6)
- La Mort de mon frère Abel  (trad. Christian Richard), Paris, Salvy, 1996, 794 p. (ISBN 978-2-905899-78-1)
- Court voyage par de longs chemins  (trad. Christian Richard), Paris, Salvy, 1998, 286 p. (ISBN 978-2-905899-46-0)
- Sur la falaise  (trad. Jean Launay), Paris, Salvy, 1993, 89 p. (ISBN 2-905899-41-7)
- Œdipe à Stalingrad  (trad. Michel-François Demet), Paris, Salvy, 1990, 349 p. (ISBN 978-2-905899-10-1)
- Histoires du pays du soleil couchant, Monaco-Paris, Salvy, 1998, 338 p. (ISBN 978-2-905899-54-5)
- Mémoires d'un antisémite  (trad. Jan Dusay), Paris, Éditions de l'Olivier, 2003, 346 p. (ISBN 978-2-87929-371-4)1ère ed. : l'Âge d'homme, Lausanne, 1990  (ISBN 978-2825100929)
- Neiges d'antan  (trad. Jean-François Boutout), Paris, Éditions de l'Olivier, 2004, 384 p. (ISBN 978-2-87929-420-9)1ère ed. : Salvy, Paris, 1993  (ISBN 978-2905899354)
- Sur mes traces : Mémoires  (trad. Pierre Deshusses, préf. Jacques Lajarrige), Paris, Le Serpent à plumes, 575 p. (ISBN 2-268-05939-1)1ère ed. : Le Rocher, Monaco, 2004  (ISBN 2-268-04919-1)
- Le Cygne  (trad. Jacques Lajarrige), Monaco-Paris, Le Rocher, 2006, 95 p.
- Murmures d'un vieillard : Un compte rendu  (trad. Jacques Lajarrige), Monaco-Paris, Le Rocher, 2008, 398 p. (ISBN 978-2-268-06504-5)
- Les Morts à leur place. Journal d'un tournage  (trad. Jacques Lajarrige), Monaco-Paris, Le Rocher, 2009, 295 p. (ISBN 978-2-268-06858-9)
- Une hermine à Tchernopol. Un roman du pays du Soleil couchant  (trad. Catherine Mazellier-Lajarrige et Jacques Lajarrige), Paris, Éditions de l'Olivier, 2011, 459 p. (ISBN 978-2-87929-592-3)

## Filmographie partielle
- 1954 : Elle de Rolf Thiele
- 1957 : El Hakim de Rolf Thiele (Lord Avon)
- 1959 : Paprika (de) de Kurt Wilhelm (Tokasz)
- 1959 : Labyrinth der Leidenschaften de Rolf Thiele
- 1959 : Bezaubernde Arabella d'Axel von Ambesser
- 1961 : La Grande Roue de Géza von Radványi
- 1962 : Vie privée de Louis Malle (Gricha)
- 1963 : Tempo di Roma de Denys de La Patellière (Sir Craven)
- 1964 : Un certain désir de Hans Albin et Peter Berneis (Harry Dobkin)
- 1965 : Un mari à prix fixe de Claude de Givray (Konrad Reinhoff)
- 1965 : Die Herren de Franz Seitz Jr. et Rolf Thiele (Grischa)
- 1966 : Viva Maria ! de Louis Malle (Diogène)
- 1966 à la télévision : Interview mit der Geschichte (épisode Madame de Pompadour)
- 1966 à la télévision : Graf Kozsibrovszky macht ein Geschäft de Karl-Heinz Bieber (Slamczik)
- 1969 : Michael Kohlhaas de Volker Schlöndorff (Kunz)
- 1974 : Ein bisschen Liebe de Veith von Fürstenberg
- 1975 à la télévision : Maghrebinische Geschichten de Walter Davy (adaptation du livre éponyme de von Rezzori) (narrateur, 3 épisodes)
- 1981 : Le Beau Monde (téléfilm) de Michel Polac (Eric)[11]